# 保羅·赫貝爾特
保羅·D·N·赫貝爾特（Paul D. N. Hebert，1947年—）是一位加拿大生物學家和加拿大皇家學會的其中一位成員。他不但為專注於分子生物多樣性領域的加拿大首席科學家（英語：Canada Research Chair），以及在位於加拿大安大略省貴湖的貴湖大學內擔任全職終身教授外；他還是加拿大皇家學會的研究員之一，以及是安大略省生物多樣性學院的董事。此外，赫貝爾特還被譽為「DNA条形码之父」。

## 外部連結
- 赫貝爾特實驗室網站